# Armando Cotarelo Valledor
Armando Cotarelo Valledor (Vegadeo, 28 de dezembro de 1879 - Madrid, 8 de dezembro de 1950) foi um escritor galego.
Estudou Filosofia e Letras em Madrid e foi nomeado Catedrático de Língua e Literatura espanholas em Santiago em 1904. Foi membro da Real Academia Galega, à qual representou na Real Academia Espanhola em 1929 junto a Ramón Cabanillas.
Foi membro fundador e primeiro presidente do Seminário de Estudos Galegos (1923-1925) e a pessoa que deu nome ao seminário. Em 1925 trasladou-se a Madrid e deixou a presidência do Seminário.
Foi-lhe dedicado o Dia das Letras Galegas de 1984.

## Obra

### Teatro
- Trebón (1922).
- Sinxebra (1923).
- O lubicán (1924). Estreada no Teatro Principal de Santiago, fazendo os papéis principais Fermín Bouza Brey e Olimpia Valencia.
- Hostia (1926).
- Beiramar (1931).
- Mourenza (1931).
- Ultreya, libreto de ópera (1935).
- Érase una vez un rey... (em castelhano, inédita até 1992)

### Narrativa
- Palladys Tyrones (1919) (parte II da trilogia Memorias de un escolar de antaño 1808-1809)
- La enseña radía (1921) (parte I da trilogia Memorias de un escolar de antaño 1808-1809)
- El Pazo (1923).
- Contos de Nadal colleitos do pobo (1927).

### Poesia
- Cancioneiro da agulla enxergado con doas do pobo (1931).